# Derek Barton
Pour les articles homonymes, voir Barton.

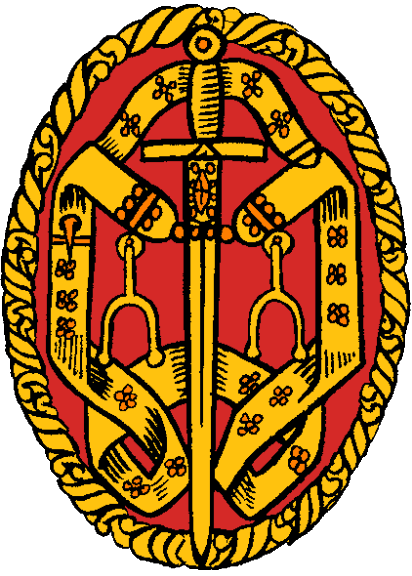
Insigne de Knight Bachelor

Derek Harold Richard Barton (né le 8 septembre 1918 à Gravesend, en Angleterre et mort le 16 mars 1998 à College Station, États-Unis) est un chimiste britannique. Il est colauréat du prix Nobel de chimie de 1969, avec le professeur norvégien Odd Hassel.

## Biographie
Il étudie à la Gravesend Grammar School, avant de poursuivre, en 1938, ses études à l'Imperial College de Londres. En 1940, il termine ses études et soutient une thèse de chimie organique en 1942. De 1949 à 1950, il enseigne en tant que maître de conférence invité à l'université Harvard. En 1954, il est élu Fellow de la Royal Society et en 1956, il devient Fellow de la Royal Society of Edinburgh. En 1972, il est nommé Knight Bachelor.
Odd Hassel et Barton obtiennent en 1969 le prix Nobel de chimie « pour leur contribution au développement du concept de conformation et son application en chimie ».

## Distinctions honorifiques

### Récompenses académiques
- 1957 : prix Ernest-Guenther
- 1961 : médaille Davy
- 1969 : prix Nobel de chimie
- 1980 : médaille Copley
- 1995 : médaille Priestley

### Honneurs nationaux
- - Knight Bachelor (1972)
- - Chevalier de la Légion d'honneur (1972)